# Metody III (patriarcha Konstantynopola)
Metody III, gr. Μεθόδιος Γ' (zm. 1679 w Wenecji) – ekumeniczny patriarcha Konstantynopola w latach 1668–1671.

## Życiorys
Pochodził z Krety. W 1646 r. został wybrany metropolitą Heraklei. 5 stycznia 1668 r. został wybrany patriarchą. Został zmuszony do dymisji w marcu 1671 r. Zmarł w 1679 r. w Wenecji.